# 2016-os kaohsziungi földrengés

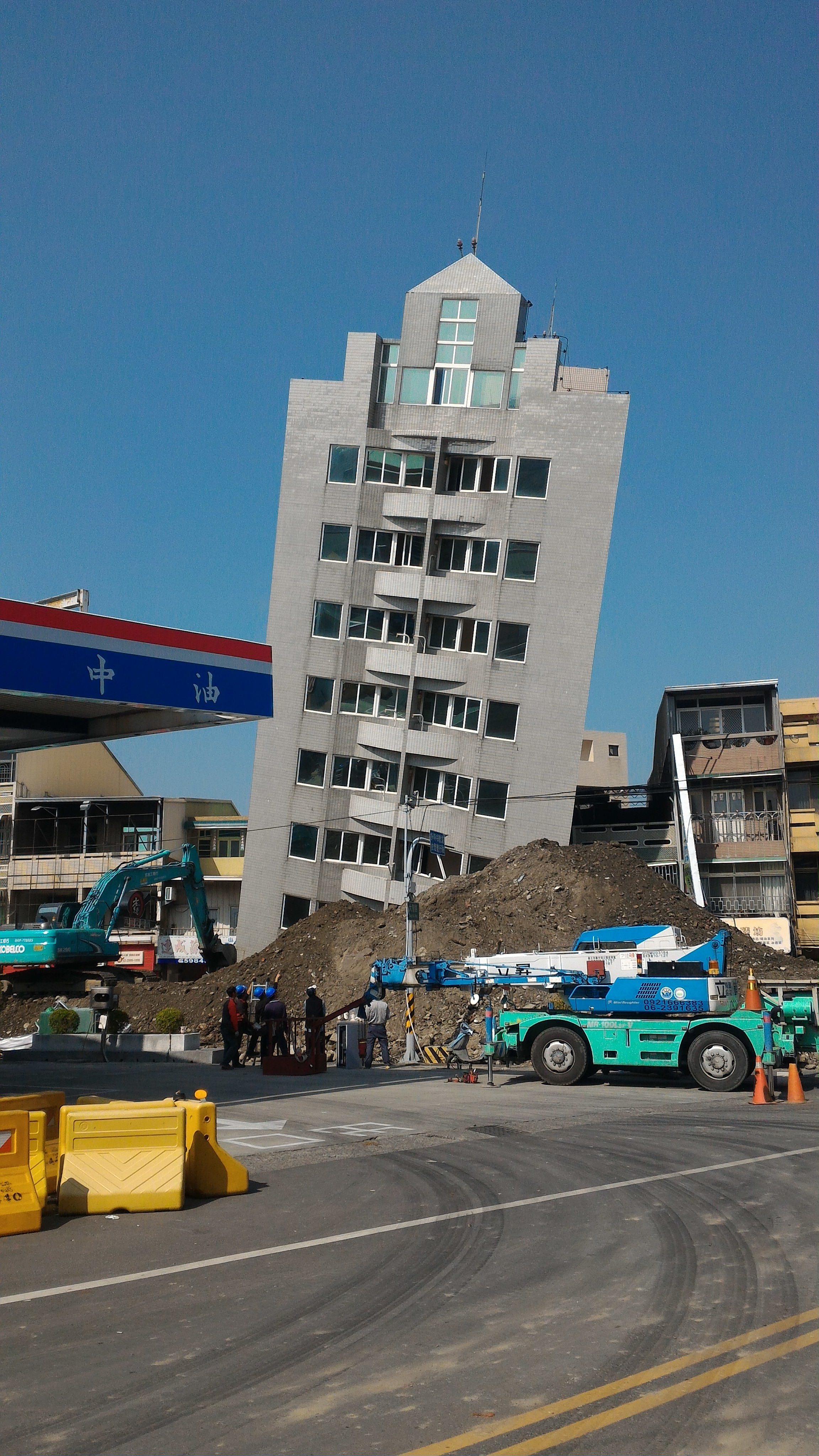

A 6,4 magnitúdójú 2016-os kaohsziungi földrengés helyi idő szerint hajnali 3 óra 57 perckor pattant ki, 2016. február 6-án a dél-tajvani Pingtung City-nél 23 kilométer mélyen. A földrengés következtében 59 ember elhunyt, 76 ember eltűnt és 549 ember megsérült. A földrengés legsúlyosabban érintett városa Tajnan.
Február 10-én, szerdán a tajvani kormányzat feje, Simon Csang (張善政; Zhāng Shànzhèng) bejelentette, hogy minden áldozat családja 1 000 000 tajvani dollárt – átszámítva 8 352 898,33 forintot – kap a költségvetésből a kormány együttérzése jegyében.